# Gran icosidodecàedre retroxato
En geometria, el gran icosidodecàedre retroxato o gran icosidodecàedre retroxato invertit és un políedre uniforme no convex, indexat com a U74. Té un símbol de Schläfli s{3/2,5/3}.